# Крыжановский, Андрей Васильевич
Андрей Васильевич Крыжановский (20 января 1917, Баговица, Каменец-Подольский район, Хмельницкая область, УССР, СССР — 28 декабря 1967, Москва, СССР) — гвардии подполковник, командир батальона, герой Великой Отечественной войны. За взятие города-крепости Пиллау в Восточной Пруссии был представлен к присвоению звания Героя Советского Союза.

## Биография

### Детство и юность
Родился в с. Баговице в семье крестьян Василия Павловича и Прасковьи Степановны Крыжановских. Был четвёртым из шести детей.
В 1925 году поступил учиться в сельскую неполную среднюю школу, где окончил 6 классов. В 1933 году поступил на рабфак при сельскохозяйственном институте, который окончил в 1936 году. С октября 1936 года по октябрь 1938 года работал пионервожатым, а затем учителем неполной средней школы в селе Большая Мукша Каменец-Подольского района.

### Служба в Красной армии
С октября 1938 по май 1939 года — курсант полковой школы 7-го полка связи Куйбышева, в сентябре — декабре 1939 года — курсант курсов младших политруков Куйбышева.

#### Великая Отечественная война
Летом 1941 года воевал на Северо-Западном фронте. В качестве политрука роты связи 128 стрелковой дивизии обеспечивал бесперебойную связь с подразделениями и частями. Участвовал в боях под Новгородом, Чудовым, в районе станции Мга, в том числе в двух штыковых атаках в районе деревень Вятище и Сырково 14 и 15 августа 1941 года. 8 сентября 1941 года был сильно контужен и отправлен на излечение в госпиталь Троицка Челябинской области.
В октябре 1941 года был направлен на Западный фронт, в артиллерийский дивизион 28 отдельной стрелковой бригады политруком роты связи. Участвовал в боях под Москвой в районе Красной Поляны, Волоколамска, Шаховской. Участвовал в наступлении под Карманово в августе 1942 года.
С ноября 1942 по апрель 1943 года — слушатель курсов усовершенствования командного состава Западного фронта в Подольске.
С апреля 1943 по март 1946 года — командир стрелкового батальона 245 гвардейского стрелкового полка 84-й гвардейской стрелковой дивизии 2 гвардейской армии. Участвовал в боях на Западном, Брянском, 1-м Прибалтийском и 3-м Белорусском фронтах.
При освобождении Карачева в августе 1943 года, батальон под командованием капитана Крыжановского нащупал слабое место в обороне противника, ударил ему во фланг, первым ворвался в город и водрузил красный флаг. За эту операцию Андрей Васильевич был награждён Орденом Отечественной войны 2-й степени .
За умело проведённую операцию по форсированию реки Овсянки в декабре 1943 года награждён орденом Александра Невского.

В декабрьском наступлении под гор. Городок на подступах к Витебску за два дня прорыва переднего края обороны противника приобрёл опыт, как лучше управлять подразделениями в такой обстановке и мой батальон первым прорвал оборону. Другие батальоны и части в это время вклинились, расширили фронт прорыва и достигли больших успехов в бою с противником.
— из боевой характеристики Крыжановского А. В.
В 1944 году при форсировании реки Неман выполнял обязанности начальника штаба полка. Разработал план форсирования реки, сам лично руководил переправой передовых отрядов. На границе Восточной Пруссии в районе Шталупёнена батальон гвардии майора Крыжановского первым прорвал сильно укреплённую дотами и дзотами немецкую оборону и вклинился на 2—3 км, выйдя к Голдапу, за что Андрей Васильевич был награждён орденом Красного Знамени.
Участвовал в штурме Кёнигсберга.

Особенно сильное сопротивление противник оказал в районе городского кладбища. На подступах к нему находился дзот, откуда враг вёл сильный пулемётный огонь. Гвардии рядовой Светлаков скрыто подполз к дзоту противника и забросал амбразуру гранатами. Пулемёт замолчал, тогда 1-я рота быстро захватила угловое здание, гарнизон которого сдался в плен. К исходу 8 апреля лишь отдельные гарнизоны опорных пунктов яростно сопротивлялись. В тот день наш батальон взял в плен более двух тысяч солдат и офицеров. 9 апреля батальон вёл бой в районе кладбища и в центре города.
Бойцы и командиры всех подразделений полка действовали исключительно умело и бесстрашно… В 24 часа 9 апреля 1945 года кёнигсбергский гарнизон во главе с генералом Ляшем капитулировал.
— А. В. Крыжановский о штурме Кёнигсберга. «На пороге Восточной Пруссии»
При штурме города и крепости Пиллау батальон А. В. Крыжановского сыграл решающую роль, уничтожив за 3 дня операции более 1500 солдат и офицеров (в том числе коменданта города генерала Хенке) и около 20 орудий, а также взяв в плен больше 1000 человек. В результате чего было принято решение присвоить гвардии майору Крыжановскому звание Героя Советского Союза.
30 апреля 1945 года при высадке десанта на косу Фрише-Нерунг попал в плен.

Мне было приказано идти первому. Мой батальон высадился, а остальных 4 батальона не поддержали. С батальоном на захваченном плацдарме вёл бой около двух часов. В неравном бою потерял половину личного состава, а другая половина была ранена. Я был ранен дважды в спину и в голову.
— из автобиографии Крыжановского А. В.
В ночь с 6 на 7 мая с группой солдат своего батальона в количестве 14 человек бежал с открытой раной из плена через линию фронта и прибыл в свою часть.
По всей видимости, именно из-за этого плена (памятуя о приказе № 227 и учитывая утерянный в бою партбилет) вместо медали «Золотая Звезда» и звания Героя Крыжановского наградили орденом Суворова 3 степени. Это предположение высказывали и сослуживцы Крыжановского, бывшие бойцы 84-й гвардейской стрелковой дивизии. Они написали обращение, в котором просили «затребовать из архива материалы о тов. Крыжановском и возбудить вопрос о присвоении т. Крыжановскому А. В. заслуженного им звания Героя Советского Союза». Из архива пришёл следующий ответ:
…Крыжановский А.В., за заслуги в боях за город Пиллау, действительно 28 апреля 1945 г. командиром 245 гв. СП представлялся к присвоению звания Героя Советского Союза, но приказом 3 Белорусского фронта № 0562 от 31 мая 1945 года по данному представлению он был награждён орденом Суворова 3 степени, который ему вручён за № 2316. Других представлений командования о награждении Крыжановского А.В. за период Великой Отечественной войны не поступало. В настоящее время поддержать Вашу просьбу о присвоении ему звания Героя Советского Союза не представляется возможным.
В боях во время Великой Отечественной войны Андрей Васильевич получил 6 ранений, в том числе 4 тяжёлых. Осколки снарядов в теменной и лобной частях головы, а также над правой почкой, оставались в теле до самой смерти. Из-за этого Андрей Васильевич впоследствии испытывал серьёзные проблемы со здоровьем — страдал частыми головными болями, перенёс два инфаркта миокарда.

#### Дальнейшая служба
С апреля 1946 по октябрь 1948 года — дежурный помощник военного коменданта Фрунзенского района Москвы. За отличную подготовку парада 1947 года в Москве и проявленную при этом распорядительность награждён памятными часами.
С октября 1948 по февраль 1950 года — командир роты воинской части № 73878 Калинина, с мая 1949-го — комендант города.
С февраля 1950 по июнь 1954 года служил командиром 497 и 105 отдельных строительных батальонов Московского военного округа. Отличник военного строительства.

### Гражданская жизнь
С 1 октября 1955 года, в связи с сокращением численности вооружённых сил и расформированием строительных частей, уволен в запас с правом ношения военной формы. Андрей Васильевич неоднократно просил дать ему дослужить в рядах ВС СССР 9 месяцев до выслуги 25 лет стажа, однако в этом ему было отказано. 17 марта 1959 года с А. В. Крыжановского была снята группа инвалидности, которая была восстановлена только в 1961 году, после обращения во властные инстанции.
В 1966 году в антологии «От Москвы до Берлина» был опубликован его очерк «На пороге Восточной Пруссии».
Умер в 1967 году в Москве от сердечной недостаточности, похоронен на Даниловском кладбище.

### Семья и дети
Был дважды женат. Первая супруга — Крыжановская Вера Фёдоровна. Её судьба неизвестна.
В 1946 году женился на Романовской Тамаре Сергеевне и прожил с ней в браке 16 лет. В 1947 году у них родилась дочь Ксения. Однако она с рождения имела слабое здоровье и умерла, не прожив и полутора лет.
Сын Сергей (1950—2012), резчик по дереву.